# Leonidas Iza
Segundo Leonidas Iza Salazar (18 de junio de 1982) es un dirigente indígena e ingeniero ambiental ecuatoriano, miembro del pueblo quichua-panzaleo. Desde su juventud, su carrera política dentro del movimiento indígena ha ido en ascenso, llegando a ser presidente del Movimiento Indígena y Campesino de Cotopaxi, en 2016. Ocupando este cargo, fue uno del los protagonistas de las manifestaciones de octubre de 2019, protagonizadas por la Confederación de Nacionalidades Indígena (Conaie), contra el gobierno de Lenín Moreno.
En 2021, fue elegido presidente de la Conaie, siendo desde entonces, uno de los principales opositores al gobierno de Guillermo Lasso. Es así que lideró el Paro Nacional de 2022, organizado por la Conaie; la Confederación Nacional de Organizaciones Campesinas, Indígenas, Negras y Montubias (Fenocin) y el Consejo de Pueblos y Organizaciones Indígenas Evangélicos del Ecuador (Feine), contra el gobierno de Lasso. Fue precandidato de Pachakutik en las elecciones presidenciales de 2023.Fue candidato en las elecciones presidenciales de 2025.

## Biografía
Es hijo de José María Iza Viracocha, histórico dirigente indígena, y de Rosa Elvira Salazar. Igualmente es primo de Leonidas Iza Quinatoa, exdiputado y participante del primer levantamiento indígena de 1990.
Estudió Ingeniería en Medio Ambiente en la Universidad Técnica de Cotopaxi. Además de ello, declara haber leído escritos de pensadores de izquierda, destacando entre los que han influenciado su pensamiento el ensayo Las venas abiertas de América Latina de Eduardo Galeano y la obra de José Carlos Mariátegui.

### Trayectoria
Su actividad en el movimiento indígena inició como catequista a los 15 años, tras la lectura de la obra de Galeano. Llega a la presidencia de la comunidad San Ignacio de Toacaso en el Cantón Latacunga en el 2010, pasando luego a ser miembro de la Comisión de Jóvenes, siendo su dirigente en el año 2013, y del Comité Provincial de Pachakutik. En el 2012, señaló la oposición de su partido a la precandidatura vicepresidencial de Auki Tituaña como binomio de Guillermo Lasso.
Durante el Congreso del Movimiento Indígena y Campesino de Cotopaxi (MICC), efectuado entre el 30 de septiembre y el 1 de octubre de 2016, es electo presidente de dicha organización. Representando a la Unión de Organizaciones Campesinas del Norte de Cotopaxi (Unocan) y con el apoyo de 22 organizaciones consigue supera con 102 votos a los 75 votos de Manuel Vega y 18 de Gerardo Saca.
Con la segunda vuelta de las elecciones de 2017, negó el apoyo del MICC a Guillermo Lasso, aceptando la existencia de apoyos a título personal de miembros de la organización. Para el año 2018 resultará reelecto en su cargo en el MICC, siendo ese mismo año cuando defiende la candidatura por la reelección de Jorge Guamán a la prefectura de Cotopaxi, puesta a discusión pese a la victoria del prefecto en las primarias de Pachakutik.
Entre el 1 y el 13 de octubre de 2019 alcanzó notoriedad a nivel nacional al liderar las manifestaciones acontecidas en dichas fechas, así como su participación en la mesa de diálogo que terminó con las protestas, desmarcando al movimiento indígena de las solicitudes del Movimiento del Correísmo de una renuncia del presidente Moreno y adelanto de elecciones. Tras ello destacó su amenaza con la aplicación de la justicia indígena sobre el vicepresidente Otto Sonnenholzner por sus acciones en los poblados indígenas, indicados como una forma de "dividir al movimiento indígena".
Realizó proyectos de gestión para la Confederación de pueblos de nacionalidad Kichwa del Ecuador, Ecuarunari.

### Presidencia de la CONAIE
Fue representante del Movimiento Indígena y Campesino de Cotopaxi (MICC), en el VII Congreso Nacional de la Conaie, que se realizó en el pueblo de Salasaca (Tungurahua). El 27 de junio de 2021, fue elegido presidente de la Confederación de Nacionalidades Indígenas del Ecuador (Conaie). Logró captar la votación de una parte de los delegados de Costa, de la Amazonía y de la Sierra; alcanzando 821 votos, mientras que María Andrade, 287, y Marco Guatemal, 153.
La madrugada del 15 de junio de 2022, fue detenido por agentes de la policía en el sector de Pastocalle, Cotopaxi, durante el Paro Nacional de Ecuador de 2022.

## Controversias
Debido a su accionar como activista político ha estado inmiscuido en controversias ya que como dirigente la de CONAIE
desde el 2019 ha ganado visibilidad en las movilizaciones sociales, como una de las figuras centrales en las mismas.
En 2019 tras las manifestaciones en Ecuador Fiscalía General del estado inició varias investigaciones contra él y otros dirigentes del movimiento indígena llegando a ser investigado por la quema de la Contraloría General del Estado entre otros cargos, ninguna investigación tuvo elementos de convicción suficientes para llegar a juicio.
El martes 14 de junio de 2022, en el periodo presidencial de Guillermo Lasso, a un día de iniciarse el paro nacional de 2022, Leonidas Iza Salazar es detenido en su transcurso de Cotopaxi a Quito, según diarios locales autopista Panamericana Sur, en el sector de San Juan de Pastocalle, provincia de Cotopaxi, por encontrarse presuntamente en delito flagrante y fue acusado del delito de paralización de un servicio público al haber presuntamente sido el responsable de la paralización del transporte durante el paro, este accionar fue tildado de represión por parte de los manifestantes, y simpatizantes de Leonidas Iza así como por otras organizaciones sociales y organismos expresaron su preocupación, fue trasladado presuntamente del lugar de la aprensión a la unidad de flagrancia en Quito y posteriormente Latacunga  donde la Jueza Bedón, calificó la flagrancia, dispuso la libertad de Leonidas Iza y ordenó medidas alternativas a la prisión preventiva, como la prohibición de salida del país para el dirigente indígena. En la actualidad Leonidas Iza ha comentado en una entrevista con el medio digital IngoEc ha hablado sobre su experiencia en esta detención.
A pesar de proclamarse como la verdadera izquierda del Ecuador, además de marcar distancia de los partidos de centro y derecha, ha sido objeto de polémica por varios periodistas entre ellos Christian Zurita y el fallecido Fernando Villavicencio, por entablar vínculos con la Revolución Ciudadana, por apoyar la candidatura del correista Andrés Arauz, expulsar del partido político de Pachakutik a Yaku Pérez y estar a favor del juicio político contra la fiscal del Estado Diana Salazar, ha sido una figura polémica por estar a favor de los gobiernos de Daniel Ortega o Nicolás Maduro, desconocer el fraude electoral de Venezuela en 2024, exigir la liberación del testaferro Alex Saab y defender varias figuras vinculadas al correismo como Tarek William Saab, José Serrano, Diosdado Cabello o Gabriela Rivadeneira, también ha enfrentado acusaciones de ser testaferro de las comunidades de Cotopaxi y no mostrar resistencia a la minería ilegal de la región de la Sierra, su nombre también fue mencionado en los peritajes del caso metástasis en el teléfono celular del asesinado narcotraficante Leandro Norero y en los chats del caso Purga, donde se hacía mención del Paro Nacional 2022 y como los dirigentes de la CONAIE habían incendiado la contraloría del estado donde había pruebas en contra de Leandro Norero y Adolfo Macias, dado a este escanadalo del caso Leonidas Iza ha negado todas las acusaciones, intensificando su apoyo por la destitución de la fiscal Diana Salazar acusandola de ser parte de una campaña de desprestigio y persecución en su contra.